# Halleorchis aspidogynoides
Halleorchis aspidogynoides – gatunek roślin z monotypowego rodzaju Halleorchis z rodziny storczykowatych (Orchidaceae). Rośliny występują w Kamerunie i Gabonie w Afryce.

## Systematyka
Gatunek sklasyfikowany do podplemienia Goodyerinae w plemieniu Cranichideae, podrodzina storczykowe (Orchidoideae), rodzina storczykowate (Orchidaceae), rząd szparagowce (Asparagales) w obrębie roślin jednoliściennych. Prawdopodobnie spokrewniony z rodzajem tajęża (Goodyera).  